# 功刀未瑞規
功刀 未瑞規（くぬぎ みずき、4月14日 - ）は、日本の女性声優。神奈川県横浜市出身。E-sprinG所属。

## 人物
女性声優だが男役も多く演じるため『E-sprinG』では、男性声優のプロフィールページにもプロフィールが掲載されている。

## 出演作品

### 吹き替え
- フェーズ6（女Ａ）
- ペイダート（少年、交換手）
- 秘密の花園（女中、少年）
- フォレスト・ガンプ/一期一会（少年）
- メジャーリーグ2（少年）
- 不法侵入（少年）
- ザ・ホワイトハウスシーズン5（シャーレイン）
- キング・ソロモン ～呪われし王の秘宝～

### ドラマCD
- エン女医あきら先生（沢咲悟）

### ボイスオーバー
- 秘められたプライベートライブス

### ゲーム
- 大戦略センチュリオン（師団長オペレーター）
- スーパーエアーコンバット4（チュートリアルオペレーター）

### ナレーション
- パチンコCR「竹内力のムラマサ（女性ナレーション）
- 東京市民テレビジョン放送「予防できる唯一のがん～子宮頸がん検診と予防ワクチンについて～」

### ラジオ
- FMたちかわ 番組パーソナリティー (2007年10月～2008年3月)